# Rourea latifoliolata
Rourea latifoliolata là một loài thực vật có hoa trong họ Connaraceae. Loài này được Paul Carpenter Standley và Louis Otho Williams miêu tả khoa học đầu tiên năm 1953.

## Phân bố
Loài này có tại Costa Rica.